# مسار تركيز تمثيلي

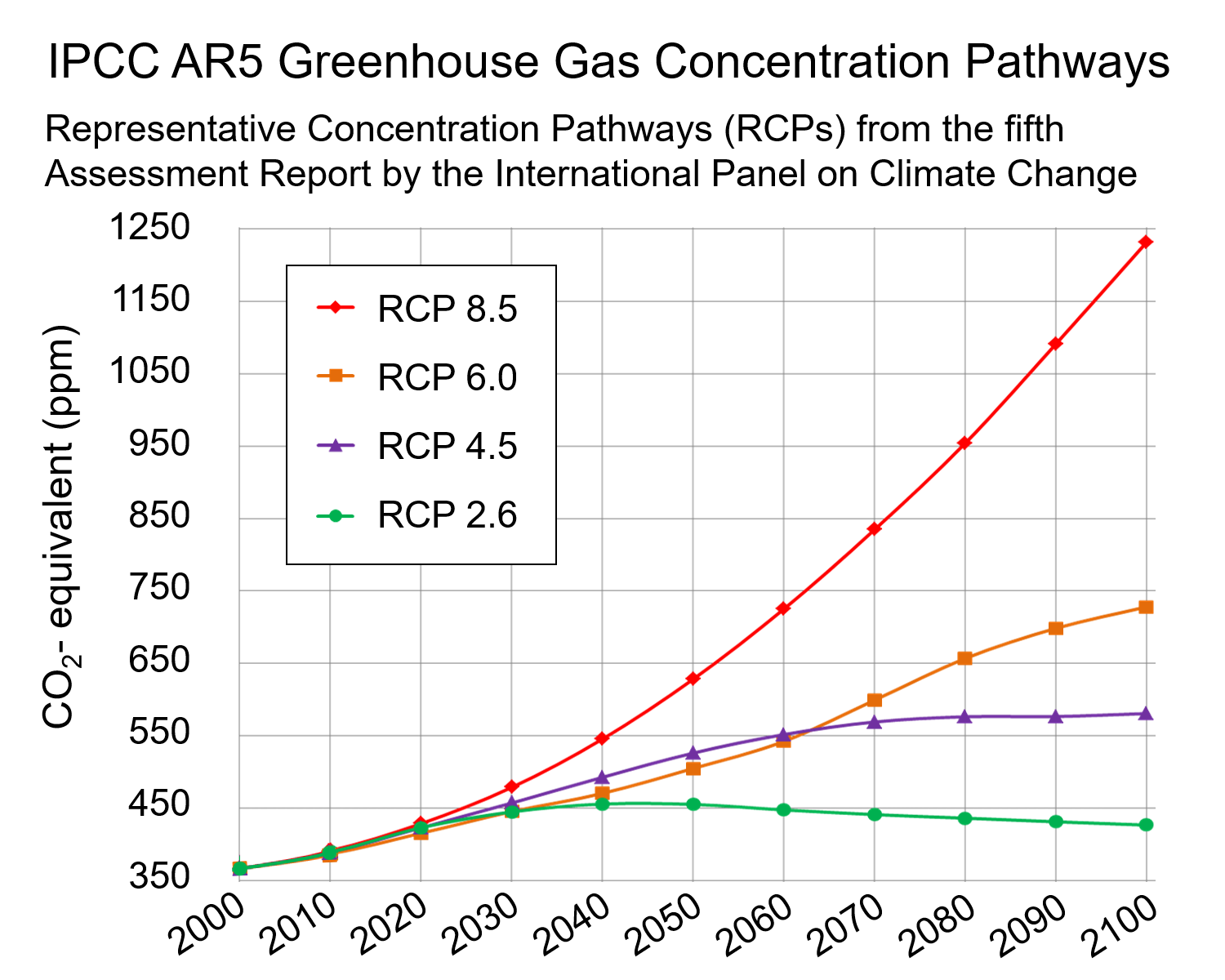

مسار التركيز التمثيلي (بالإنجليزية: Representative Concentration Pathway، تُعرف اختصارًا بـ RCP) هو مسار تركيز غازات الدفيئة (وليس الانبعاثات) الذي اعتمده الفريق الحكومي الدولي المعني بتغير المناخ. تم استخدام أربعة مسارات للنمذجة المناخية والبحوث لتقرير التقييم الخامس للهيئة الحكومية الدولية المعنية بتغير المناخ (AR5) في عام 2014. تصف المسارات بأنها مسارات مستقبلية مناخية مختلفة، وكلها تعتبر ممكنة اعتمادًا على حجم غازات الدفيئة المنبعثة في السنوات القادمة.